# Sage Memorial Hospital School of Nursing
La Sage Memorial Hospital School of Nursing est un établissement éducatif américain situé à Ganado, dans le comté d'Apache, en Arizona. Son bâtiment est inscrit au Registre national des lieux historiques et est classé National Historic Landmark depuis le 16 janvier 2009.